# Ulvöspinel
Ulvöspinel (ulvospinel lub ulvit) – minerał z grupy spineli będący tlenkiem żelaza i tytanu o wzorze: Fe2TiO4 (ortotytanian żelaza). 
Nazwa pochodzi od szwedzkiej wyspy Ulvö, gdzie został odkryty w 1943 roku.

## Właściwości
- Układ krystalograficzny – regularny
- Połysk – metaliczny
- Twardość w skali Mohsa – 5.5 do 6
- Barwa – brązowy do czarnego
- Gęstość – 4,78 g/cm³
- Przełam: muszlowy, nierówny

- Łupliwość: brak

- Dwójłomność – brak (substancja izotropowa)

Zazwyczaj tworzy kryształy izometryczne, przyjmujące postać ośmiościanów.  Jest kruchy, nieprzezroczysty.  Ulvospinel tworzy stałe roztwory z magnetytem  i tytanomagnetytem.  

## Występowanie
Powstaje w skałach magmowych (głębinowych i wylewnych)  także w utworach przeobrażonych  i  w skałach okruchowych.   Jest pospolity w tytanonośnych złożach  magnetytu. Występuje także w kimberlitach i niektórych  bazaltach, zwłaszcza na Księżycu  (udział do 10%) i Marsie.
Miejsca występowania: Szwecja, Niemcy. 
W Polsce  został znaleziony w złożach rud tytanowo-magnetytowych na Suwalszczyźnie oraz w bazaltach na Dolnym Śląsku.

## Zastosowanie
- źródło otrzymywania tytanu
- ma znaczenie naukowe

Ulvospinel tworzy stałe roztwory z magnetytem w wysokich temperaturach i warunkach redukujących, podczas krystalizacji magmy bogatej w tlenek tytanu. Ma tendencję do utlenienia się do magnetytu i ilmenitu podczas stygnięcia skały. W ten sposób mogą się tworzyć widoczne w kryształach magnetytu warstewki stałego roztworu tych dwóch minerałów. Nie interpretowano jednak tego zjawiska jako oznaki obecności ulvospinelu, dopóki wspomniana reakcja utleniania nie została odtworzona w laboratorium. Eksperyment po raz pierwszy opisali Buddington i Lindsley (1964, Journal of Petrology 5, p. 310–357). Wyniki tych badań są szczególnie ważne dla tektoniki płyt, ponieważ magnetyt zawiera informację o polu magnetycznym Ziemi podczas formowania skały.
- kamień kolekcjonerski